# Recherche sur le repositionnement des médicaments COVID-19
 (février 2022).
Si vous disposez d'ouvrages ou d'articles de référence ou si vous connaissez des sites web de qualité traitant du thème abordé ici, merci de compléter l'article en donnant les références utiles à sa vérifiabilité et en les liant à la section « Notes et références ».
 (février 2022).
- Si vous ne connaissez pas le sujet, laissez ce bandeau (vous pouvez alors contacter les auteurs).
- Si vous supprimez le contenu mis en cause (vous pouvez préalablement contacter les auteurs),

argumentez précisément cette suppression dans la page de discussion
(un manque de référence n'est pas un argument ; une recherche réelle de référence doit avoir été effectuée, être formellement documentée).

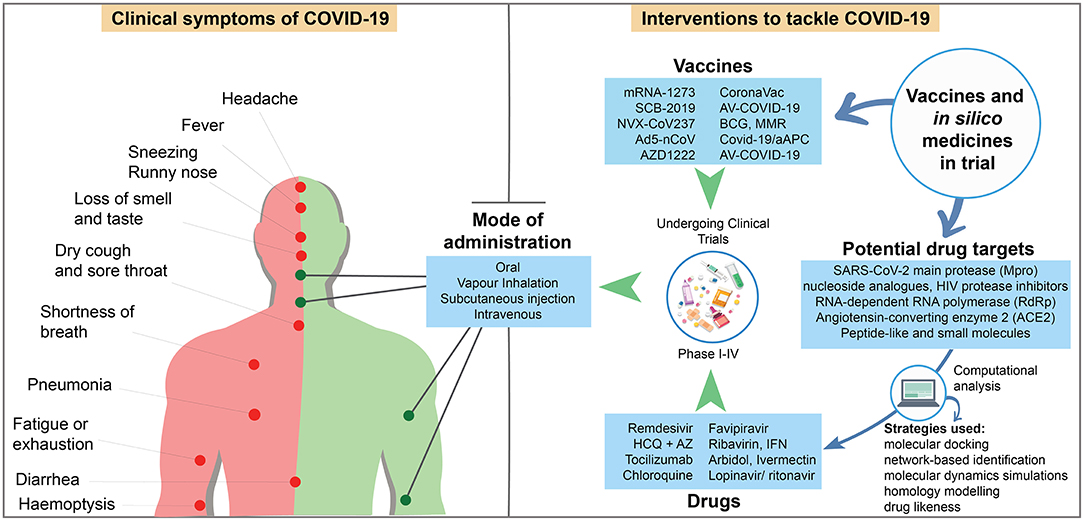
Des médicaments et vaccins ayant un effet sur les symptômes de la COVID-19

Le repositionnement des médicaments (également connu sous le nom de repositionnement des médicaments, reprofilage, réaffectation ou commutation thérapeutique) est la réaffectation d'un médicament approuvé pour le traitement d'une maladie ou d'une affection médicale différente de celle pour laquelle il a été initialement développé. Il s'agit d'un axe de recherche scientifique visant à développer des traitements sûrs et efficaces pour le COVID-19. D'autres directions de recherche incluent le développement d'un vaccin contre le COVID-19 et la transfusion de plasma convalescent.
Plusieurs médicaments antiviraux existants, précédemment mis au point ou utilisés pour traiter le syndrome respiratoire aigu sévère (SRAS), le syndrome respiratoire du Moyen-Orient (MERS), le VIH/SIDA et le paludisme, ont fait l'objet de recherches en tant que traitements potentiels du COVID-19, et certains sont en cours d'essais cliniques.
Dans une déclaration à la revue Nature Biotechnology en février 2020, le chef de l'unité d'écologie virale des Instituts nationaux de la santé des États-Unis, Vincent Munster, a déclaré : « La disposition génomique générale, la cinétique de réplication générale et la biologie des virus MERS, SRAS et [SARS-CoV] sont très similaires, de sorte que l'essai de médicaments qui ciblent des parties relativement génériques de ces coronavirus est une étape logique. »

## Anticorps monoclonaux
Les anticorps monoclonaux à l'étude en vue d'une réaffectation comprennent des agents anti-IL-6 (tocilizumab) et anti-IL-8 (BMS-986253). (Ceci est en parallèle avec les nouveaux médicaments à base d'anticorps monoclonaux développés spécifiquement pour COVID-19).
Le mavrilimumab est un anticorps monoclonal humain qui inhibe le récepteur du facteur de stimulation des colonies de granulocytes et de macrophages (GM-CSF-R). Il a été étudié pour voir s'il pouvait améliorer le pronostic des patients atteints de pneumonie COVID-19 et d'hyperinflammation systémique. Une petite étude a indiqué certains effets bénéfiques du traitement par mavrilimumab par rapport à ceux qui ne l'étaient pas.
En janvier 2021, le National Health Service britannique a publié des directives indiquant que les médicaments immunomodulateurs tocilizumab et sarilumab étaient bénéfiques lorsqu'ils étaient administrés rapidement aux personnes atteintes de COVID-19 admises en soins intensifs, à la suite d'une recherche qui a révélé une réduction du risque de décès de 24 %.

### Tocilizumab
Le tocilizumab est un inhibiteur de l'interleukine 6 dont l'utilisation est autorisée dans plusieurs pathologies, notamment la polyarthrite rhumatoïde, l'artérite à cellules géantes, l'arthrite idiopathique juvénile systémique et le syndrome de libération de cytokines sévères. Son utilisation a été étudiée dans un certain nombre d'essais.
Hoffmann-La Roche et l'OMS ont mené des essais séparés dans des cas graves. Roche a annoncé le 29 juillet 2020 que son essai randomisé en double aveugle du tocilizumab pour le traitement de la pneumonie chez les patients atteints de Covid n'avait montré aucun avantage.
L'étude REMAP-CAP menée au Royaume-Uni a révélé que le tocilizumab était bénéfique chez les adultes atteints de COVID-19 sévère, qui étaient gravement malades et recevaient une assistance respiratoire ou cardiovasculaire dans un contexte de soins intensifs, lorsque celle-ci était commencée dans les 24 heures suivant la nécessité d'une assistance organique. L'utilisation du tocilizumab et sa place dans le traitement ont été mises à jour par le NICE britannique en janvier 2021.
Le tocilizumab a fait partie du vaste essai Recovery au Royaume-Uni. Les résultats publiés ont été examinés comme les preuves les plus définitives répondant à la controverse sur l'inclusion du tocilizumab dans le traitement des patients gravement malades atteints de COVID-19. Plus de 4 000 adultes ont été assignés au hasard au tocilizumab ou aux soins habituels, soit plusieurs fois plus que le total des essais randomisés précédents, et la plupart des patients ont reçu des corticostéroïdes systémiques. La mortalité dans les 28 jours était de 31 % chez les patients affectés au tocilizumab et de 35 % chez ceux recevant les soins habituels (ratio de taux 0-85 ; p = 0-0028). La sortie de l'hôpital dans les 28 jours était également plus probable.
En juin 2021, la Food and Drug Administration (FDA) américaine a délivré une autorisation d'utilisation d'urgence (EUA) du tocilizumab pour le traitement de la COVID-19 chez les personnes hospitalisées âgées de deux ans et plus qui reçoivent des corticostéroïdes systémiques et qui ont besoin d'oxygène supplémentaire, d'une ventilation mécanique non invasive ou invasive, ou d'une oxygénation par membrane extracorporelle (ECMO).
À partir d'août 2021, l'Agence européenne des médicaments (EMA) évalue le tocilizumab pour étendre son utilisation au traitement des adultes hospitalisés atteints de COVID-19 sévère qui reçoivent déjà un traitement par corticostéroïdes et ont besoin d'oxygène supplémentaire ou de ventilation mécanique (respiration assistée par une machine).

## Antiviraux
La recherche se concentre sur la réadaptation de médicaments antiviraux approuvés qui ont été précédemment développés contre d'autres virus, tels que le MERS-CoV, le SRAS-CoV et le virus du Nil occidental. Ces médicaments comprennent le favipiravir, le remdesivir, la ribavirine, la triazavirine et l'umifenovir.
L'association artésunate/pyronaridine s'est avérée avoir un effet inhibiteur sur le SRAS-CoV-2 lors de tests in vitro sur des cellules Hela. L'association artésunate/pyronaridine a montré un taux d'inhibition du titre viral de 99 % ou plus après 24 heures, tandis que la cytotoxicité était également réduite. Une préimpression publiée en juillet 2020, rapporte que la pyronaridine et l'artésunate présentent une activité antivirale contre les virus du SRAS-CoV-2 et de la grippe en utilisant des cellules épithéliales pulmonaires humaines (Calu-3). Il fait l'objet d'un essai clinique de phase II en Corée du Sud et en Afrique du Sud.
Le GS-441524 est le nucléoside du remdesivir ProTide. Il a été démontré qu'il pouvait guérir les chats infectés par la péritonite infectieuse féline (PIF), une forme féline de coronavirus, avec un taux de guérison de 96 %. Des études ont montré que même lorsque le remdesivir est administré, le GS-441524 est le métabolite prédominant circulant dans le sérum en raison de l'hydrolyse rapide des pro-drogues du remdesivir, suivie d'une déphosphorylation. [source médicale non fiable ? ] Certains chercheurs ont suggéré son utilité comme traitement du COVID-19, en notant une synthèse plus facile, l'absence de métabolisme de premier passage dans le foie, une plus grande hydrophilie et la formation de triphosphates dans des types de cellules indépendamment de l'expression de CES1 et CTSA, les enzymes nécessaires à la bioactivation du remdesivir.
Le molnupiravir est un médicament développé pour traiter la grippe. Il est en phase II des essais comme traitement du COVID-19. En décembre 2020, des scientifiques ont rapporté que le médicament antiviral molnupiravir, développé pour le traitement de la grippe, peut supprimer complètement la transmission du SRAS-CoV-2 en 24 heures chez des furets dont la transmission du COVID-19 ressemble étroitement, selon eux, à la propagation du SRAS-CoV-2 dans les populations humaines de jeunes adultes.
Le niclosamide a été identifié comme un antiviral candidat dans un essai de dépistage in vitro de médicaments réalisé en Corée du Sud.
Des inhibiteurs de protéase, qui ciblent spécifiquement la protéase 3CLpro, font l'objet de recherches et de développement en laboratoire, comme le CLpro-1, le GC376 et le Rupintrivir.
Les espèces de coronavirus possèdent une résistance intrinsèque à la ribavirine.

### Favipiravir
Le favipiravir est un médicament antiviral approuvé pour le traitement de la grippe au Japon. Il existe des preuves limitées suggérant que, par rapport à d'autres médicaments antiviraux, le favipiravir pourrait améliorer les résultats pour les personnes atteintes du COVID-19, mais des études plus rigoureuses sont nécessaires avant de pouvoir tirer des conclusions.
Des essais cliniques chinois menés à Wuhan et Shenzhen ont prétendu montrer que le favipiravir était "clairement efficace". Sur 35 patients à Shenzhen, les tests ont été négatifs en une médiane de 4 jours, alors que la durée de la maladie était de 11 jours chez les 45 patients qui ne l'ont pas reçu. Dans une étude menée à Wuhan sur 240 patients atteints de pneumonie, la moitié a reçu du favipiravir et l'autre moitié de l'umifenovir. Les chercheurs ont constaté que les patients se remettaient plus rapidement de la toux et de la fièvre lorsqu'ils étaient traités par le favipiravir, mais qu'il n'y avait pas de changement dans le nombre de patients de chaque groupe qui évoluaient vers des stades plus avancés de la maladie nécessitant un traitement par ventilateur.
Le 22 mars 2020, l'Italie a approuvé le médicament pour une utilisation expérimentale contre le COVID-19 et a commencé à mener des essais dans les trois régions les plus touchées par la maladie. L'Agence pharmaceutique italienne a rappelé au public que les preuves existantes à l'appui du médicament sont rares et préliminaires.
Le 30 mai 2020, le ministère russe de la Santé a approuvé une version générique du favipiravir appelée Avifavir, qui s'est avérée très efficace lors de la première phase des essais cliniques.
En juin 2020, l'Inde a approuvé l'utilisation d'une version générique du favipravir appelée FabiFlu, développée par Glenmark Pharmaceuticals, dans le traitement des cas légers à modérés de COVID-19.
Le 26 mai 2021, une revue systématique a trouvé une chance d'amélioration clinique supérieure de 24% lorsqu'il est administré dans les sept premiers jours de l'hospitalisation, mais aucune réduction statistiquement significative de la mortalité pour aucun des groupes, y compris les patients hospitalisés et ceux présentant des symptômes légers ou modérés.

### Lopinavir/ritonavir
En mars 2020, la protéase principale (3CLpro) du virus SRAS-CoV-2 a été identifiée comme une cible pour les médicaments post-infection. L'enzyme est essentielle au traitement de la polyprotéine liée à la réplication. Pour trouver l'enzyme, les scientifiques ont utilisé le génome publié par des chercheurs chinois en janvier 2020 pour isoler la protéase principale. Les inhibiteurs de protéase approuvés pour le traitement des virus de l'immunodéficience humaine (VIH) - lopinavir et ritonavir - ont des preuves préliminaires d'activité contre les coronavirus, le SRAS et le MERS. En tant que thérapie combinée potentielle, ils sont utilisés ensemble dans deux bras de phase III du projet mondial Solidarité 2020 sur COVID-19. Une étude préliminaire menée en Chine sur l'association lopinavir-ritonavir n'a révélé aucun effet chez les personnes hospitalisées pour le COVID-19.
Une étude sur le lopinavir/ritonavir (Kaletra), une combinaison des antiviraux lopinavir et ritonavir, a conclu qu'"aucun avantage n'a été observé". Ces médicaments ont été conçus pour empêcher le VIH de se répliquer en se liant à la protéase. Une équipe de chercheurs de l'université du Colorado tente de modifier ces médicaments pour trouver un composé qui se lie à la protéase du SRAS-CoV-2. La communauté scientifique critique l'affectation de ressources à la réaffectation de médicaments spécifiquement développés pour le VIH/sida, car il est peu probable que ces médicaments soient efficaces contre un virus dépourvu de la protéase spécifique du VIH-1 qu'ils ciblent. L'OMS a inclus le lopinavir/ritonavir dans l'essai international Solidarity.
Le 29 juin, les investigateurs en chef de l'essai britannique RECOVERY ont signalé que l'utilisation du lopinavir-ritonavir n'apportait aucun bénéfice clinique chez 1 596 personnes hospitalisées pour une infection sévère au COVID-19 pendant 28 jours de traitement.
Une étude publiée en octobre 2020, passant en revue les médicaments approuvés par la FDA qui ciblent la protéine de pointe (S) du SRAS-CoV-2, a proposé que la formule d'association déséquilibrée actuelle du lopinavir pourrait en fait interférer avec l'activité de blocage du ritonavir sur l'interaction entre le domaine de liaison du récepteur et l'enzyme de conversion de l'angiotensine humaine-2 (RBD-hACE2), limitant ainsi efficacement son bénéfice thérapeutique dans les cas de COVID-19.

### Remdesivir
Le Remdesivir, vendu sous le nom de marque Veklury, est un médicament antiviral à large spectre développé par la société biopharmaceutique Gilead Sciences. Il est administré par injection dans une veine. Pendant la pandémie de COVID-19, le remdesivir a été approuvé ou autorisé pour une utilisation d'urgence pour traiter le COVID-19 dans environ 50 pays. Les directives mises à jour par l'Organisation mondiale de la santé en novembre 2020 comprennent une recommandation conditionnelle contre l'utilisation du remdesivir pour le traitement du COVID-19.
Le remdesivir a été développé à l'origine pour traiter l'hépatite C, et a ensuite été étudié pour la maladie à virus Ebola et les infections à virus Marburg avant d'être étudié comme traitement post-infection pour le COVID-19.
L'effet secondaire le plus fréquent chez les volontaires sains est l'augmentation des taux sanguins d'enzymes hépatiques (un signe de problèmes hépatiques). L'effet secondaire le plus fréquent chez les personnes traitées par COVID-19 est la nausée. Les effets secondaires peuvent inclure une inflammation du foie et une réaction liée à la perfusion avec des nausées, une pression artérielle basse et des sueurs.
Le Remdesivir est un promédicament destiné à permettre la délivrance intracellulaire du GS-441524 monophosphate et sa biotransformation ultérieure en GS-441524 triphosphate, un analogue ribonucléotidique inhibiteur de l'ARN polymérase virale.
La Food and Drug Administration (FDA) américaine le considère comme un médicament de première catégorie.
Antiparasitaires
L'idée de réadapter des médicaments dirigés vers l'hôte à la thérapie antivirale a connu une renaissance. Dans certains cas, la recherche a mis en évidence les limites fondamentales de leur utilisation pour le traitement des infections aiguës par des virus à ARN. Les antiparasitaires qui ont été étudiés comprennent la chloroquine, l'hydroxychloroquine, la méfloquine, l'ivermectine et l'atovaquone.

## Antiparasitaires

### Chloroquine et hydroxychloroquine
Cette section est un extrait de Chloroquine et hydroxychloroquine pendant la pandémie COVID-19.
La chloroquine et l'hydroxychloroquine sont des médicaments antipaludiques également utilisés contre certaines maladies auto-immunes. La chloroquine, ainsi que l'hydroxychloroquine, ont été un des premiers traitements expérimentaux ratés du COVID-19. Ils ne sont pas efficaces pour prévenir l'infection.
Plusieurs pays ont initialement utilisé la chloroquine ou l'hydroxychloroquine pour le traitement des personnes hospitalisées pour le COVID-19 (en mars 2020), bien que le médicament n'ait pas été officiellement approuvé par des essais cliniques. D'avril à juin 2020, il y avait une autorisation d'utilisation d'urgence pour leur utilisation aux États-Unis, et ils étaient utilisés hors étiquette pour le traitement potentiel de la maladie. Le 24 avril 2020, citant le risque de "graves problèmes de rythme cardiaque", la FDA a affiché une mise en garde contre l'utilisation du médicament pour le COVID-19 "en dehors du cadre hospitalier ou d'un essai clinique".
Leur utilisation a été retirée comme traitement possible de l'infection par le COVID-19 lorsqu'il s'est avéré qu'il ne présentait aucun avantage pour les patients hospitalisés atteints de la maladie grave du COVID-19 dans l'essai international Solidarity et l'essai britannique RECOVERY. Le 15 juin, la FDA a révoqué son autorisation d'utilisation d'urgence, déclarant qu'il n'était "plus raisonnable de croire" que le médicament était efficace contre le COVID-19 ou que ses avantages l'emportaient sur les "risques connus et potentiels". À l'automne 2020, les National Institutes of Health ont publié des directives de traitement recommandant de ne pas utiliser l'hydroxychloroquine pour le COVID-19, sauf dans le cadre d'un essai clinique.
En 2021, l'hydroxychloroquine faisait partie du traitement recommandé pour les cas légers en Inde.

### Ivermectine
In vitro, l'ivermectine a des effets antiviraux contre plusieurs virus à ARN simple brin positif distincts, dont le SARS-CoV-2. Des études ultérieures ont révélé que l'ivermectine pouvait inhiber la réplication du SARS-CoV-2 dans une culture de cellules rénales de singe avec une CI50 de 2,2-2,8 μM. Sur la base de ces informations, cependant, des doses beaucoup plus élevées que le maximum approuvé ou réalisable en toute sécurité pour une utilisation chez l'homme seraient nécessaires pour obtenir un effet antiviral. Outre les difficultés pratiques, des doses aussi élevées ne sont pas couvertes par les autorisations actuelles d'utilisation du médicament chez l'homme et seraient toxiques, car le mécanisme d'action antiviral est considéré comme fonctionnant par la suppression d'un processus cellulaire hôte, spécifiquement l'inhibition du transport nucléaire par l'importine α/β1. L'automédication avec une formule hautement concentrée destinée aux chevaux a conduit à de nombreuses hospitalisations, et un surdosage peut entraîner la mort, peut-être en raison d'une interaction avec d'autres médicaments. Pour lever les incertitudes liées aux études antérieures de petite taille ou de qualité médiocre, à partir de juin 2021, des essais à grande échelle sont en cours aux États-Unis et au Royaume-Uni.
De nombreuses études sur l'ivermectine pour le COVID-19 présentent de sérieuses limitations méthodologiques, ce qui entraîne une très faible certitude des preuves. En conséquence, plusieurs organisations ont exprimé publiquement que les preuves d'efficacité contre le COVID-19 sont faibles. En février 2021, Merck, le développeur du médicament, a publié une déclaration affirmant qu'il n'y a pas de preuves solides de l'efficacité de l'ivermectine contre le COVID-19, et que tenter une telle utilisation pourrait être dangereux. Les U.S. National Institutes of Health COVID-19 Treatment Guidelines indiquent que les preuves de l'efficacité de l'ivermectine sont trop limitées pour permettre une recommandation pour ou contre son utilisation. Au Royaume-Uni, le National COVID-19 Therapeutics Advisory Panel a déterminé que la base de preuves et la plausibilité de l'ivermectine comme traitement du COVID-19 étaient insuffisantes pour poursuivre les recherches.
L'ivermectine n'est pas approuvée par la Food and Drug Administration (FDA) américaine pour le traitement d'une quelconque maladie virale et n'est pas autorisée pour le traitement du COVID-19 dans l'Union européenne. Après avoir examiné les données relatives à l'ivermectine, l'Agence européenne des médicaments (EMA) a déclaré que "les données disponibles ne permettent pas de l'utiliser pour le COVID-19 en dehors d'essais cliniques bien conçus". L'OMS a également déclaré que l'ivermectine ne devait pas être utilisée pour traiter le COVID-19, sauf dans le cadre d'un essai clinique. L'Agence brésilienne de réglementation de la santé, la Société brésilienne des maladies infectieuses et la Société brésilienne de thoracologie ont publié des prises de position déconseillant l'utilisation de l'ivermectine pour la prévention ou le traitement du COVID-19 à un stade précoce.
La désinformation, la baisse du degré de confiance et un sentiment de désespoir face à l'augmentation du nombre de cas et de décès ont conduit à une augmentation de l'utilisation de l'ivermectine en Europe centrale et orientale, en Amérique latine et en Afrique du Sud. Un marché noir s'est également développé dans nombre de ces pays où l'autorisation officielle n'a pas été accordée.
La désinformation virale véhiculée par les médias sociaux au sujet de l'ivermectine a suscité une attention particulière en Afrique du Sud, où un groupe anti-vaccination appelé "South Africa Has A Right To Ivermectin" a fait pression pour que le médicament soit disponible sur ordonnance. Un autre groupe, le "Groupe d'intérêt pour l'ivermectine", a intenté une action en justice contre l'Autorité sud-africaine de réglementation des produits de santé (SAHPRA), à la suite de laquelle une exemption pour usage compassionnel a été accordée. La SAHPRA a déclaré en avril 2021 qu'"à l'heure actuelle, il n'existe aucun traitement approuvé pour les infections à COVID-19".
Malgré l'absence de preuves de haute qualité suggérant une quelconque efficacité et des avis contraires, certains gouvernements ont autorisé son utilisation hors indication pour la prévention et le traitement du COVID-19. Les pays qui ont accordé une telle approbation officielle pour l'ivermectine comprennent la République tchèque, la Slovaquie, le Mexique, le Pérou (annulé par la suite), l'Inde (annulé par la suite) et la ville colombienne de Cali.

## Anticoagulants
Des médicaments destinés à empêcher la coagulation du sang ont été proposés pour le traitement, et un traitement anticoagulant à base d'héparine de faible poids moléculaire semble être associé à de meilleurs résultats chez les COVID-19 graves présentant des signes de coagulopathie (D-dimères élevés). Plusieurs anticoagulants ont été testés en Italie, l'héparine de bas poids moléculaire étant largement utilisée pour traiter les patients, ce qui a incité l'Agence italienne des médicaments à publier des directives sur son utilisation.
Les scientifiques ont identifié une capacité de l'héparine à se lier à la protéine spike du virus SRAS-CoV-2, la neutralisant, et ont proposé le médicament comme un antiviral possible.
Une étude multicentrique sur 300 patients portant sur l'utilisation de l'énoxaparine sodique à des doses prophylactiques et thérapeutiques a été annoncée en Italie le 14 avril.
L'anticoagulant dipyridamole est proposé comme traitement du COVID-19, et un essai clinique est en cours.

## Immunosuppresseurs
En juillet 2021, l'Agence européenne des médicaments (EMA) évalue une demande d'extension de l'utilisation de l'anakinra (Kineret) pour inclure le traitement du COVID-19 chez les adultes atteints de pneumonie qui risquent de développer une insuffisance respiratoire grave (incapacité des poumons à fonctionner correctement).

## Interférons
Les médicaments ayant des effets de modulation immunitaire qui peuvent s'avérer utiles dans le traitement du COVID-19 comprennent les interférons de type I tels que l'interféron-β, le peginterféron alpha-2a et -2b.
Il a été démontré dans un essai contrôlé randomisé ouvert que l'IFN-β 1b en association avec le lopinavir/ ritonavir et la ribavirine réduisait de manière significative la charge virale, soulageait les symptômes et réduisait les réponses cytokines par rapport au lopinavir/ ritonavir seul. L'IFN-β sera inclus dans l'essai international Solidarity Trial  en association avec les médicaments anti-VIH Lopinavir et Ritonavir. ainsi que le REMAP-CAP La société finlandaise de biotechnologie Faron Pharmaceuticals continue de développer l'INF-beta pour le SDRA et participe à des initiatives mondiales [qui ?] contre le COVID-19, notamment l'essai Solidarity. La société de biotechnologie britannique Synairgen a commencé à mener des essais sur l'IFN-β, un médicament qui a été initialement développé pour traiter la BPCO.

## Stéroïdes

### Dexaméthasone
La dexaméthasone est un médicament corticostéroïde utilisé pour de multiples affections telles que les problèmes rhumatismaux, les maladies de la peau, l'asthme et les maladies pulmonaires obstructives chroniques, entre autres. Un essai contrôlé randomisé multicentrique de la dexaméthasone dans le traitement du syndrome de détresse respiratoire aiguë (SDRA), publié en février 2020, a montré une réduction du besoin de ventilation mécanique et de la mortalité. La dexaméthasone n'est utile que chez les personnes nécessitant une oxygénation supplémentaire. À la suite de l'analyse de sept essais randomisés, l'OMS recommande l'utilisation de corticostéroïdes systémiques dans les directives pour le traitement des personnes atteintes d'une maladie grave ou critique, et de ne pas les utiliser chez les personnes qui ne répondent pas aux critères de maladie grave.
Le 16 juin, l'essai RECOVERY de l'Université d'Oxford a publié un communiqué de presse annonçant des résultats préliminaires selon lesquels le médicament pouvait réduire les décès d'environ un tiers chez les participants sous ventilateur et d'environ un cinquième chez les participants sous oxygène ; il n'a pas eu d'effet bénéfique sur les patients ne nécessitant pas d'assistance respiratoire. Les chercheurs ont estimé que le traitement de 8 patients sous respirateur par la dexaméthasone a sauvé une vie, et que le traitement de 25 patients sous oxygène a sauvé une vie. Plusieurs experts ont demandé que l'ensemble des données soit publié rapidement afin de permettre une analyse plus large des résultats. Une préimpression a été publiée le 22 juin et l'article examiné par les pairs est paru le 17 juillet.
Sur la base de ces résultats préliminaires, le traitement à la dexaméthasone a été recommandé par les National Institutes of Health (NIH) américains pour les patients atteints de COVID-19 qui sont ventilés mécaniquement ou qui ont besoin d'oxygène supplémentaire mais ne sont pas ventilés mécaniquement. Le NIH recommande de ne pas utiliser la dexaméthasone chez les patients atteints de COVID-19 qui ne nécessitent pas d'oxygène supplémentaire. En juillet 2020, l'Organisation mondiale de la santé (OMS) a déclaré qu'elle était en train de mettre à jour les directives de traitement pour inclure la dexaméthasone ou d'autres stéroïdes.
Le groupe d'experts de l’Infectious Diseases Society of America (IDSA) suggère l'utilisation de glucocorticoïdes pour les patients atteints de COVID-19 sévère ; où sévère est défini comme les patients dont la saturation en oxygène (SpO2) est ≤94% à l'air ambiant, et ceux qui nécessitent un supplément d'oxygène, une ventilation mécanique ou une oxygénation par membrane extracorporelle (ECMO). L'IDSA recommande de ne pas utiliser de glucocorticoïdes pour les personnes atteintes de COVID-19 sans hypoxémie nécessitant de l'oxygène supplémentaire.
En juillet 2020, l'Agence européenne des médicaments (EMA) a commencé à examiner les résultats du bras d'étude Recovery qui impliquait l'utilisation de la dexaméthasone dans le traitement des patients atteints de COVID-19 admis à l'hôpital afin de fournir un avis sur les résultats. Elle s'est notamment penchée sur l'utilisation potentielle du médicament pour le traitement des adultes atteints de COVID-19.
En septembre 2020, l'OMS a publié des directives actualisées sur l'utilisation des corticostéroïdes pour le COVID-19. L'OMS recommande les corticostéroïdes systémiques plutôt que l'absence de corticostéroïdes systémiques pour le traitement des personnes atteintes de COVID-19 sévère et critique (recommandation forte, basée sur des preuves de certitude modérée). L'OMS suggère de ne pas utiliser de corticostéroïdes dans le traitement des personnes atteintes de COVID-19 non sévère (recommandation conditionnelle, basée sur des preuves de faible certitude).
En septembre 2020, l'Agence européenne des médicaments (EMA) a approuvé l'utilisation de la dexaméthasone chez les adultes et les adolescents (à partir de douze ans et pesant au moins 40 kilogrammes (88 lb)) qui nécessitent une oxygénothérapie supplémentaire. La dexaméthasone peut être prise par voie orale ou administrée sous forme d'injection ou de perfusion (goutte à goutte) dans une veine.

### Hydrocortisone
En septembre 2020, une méta-analyse publiée par le groupe de travail REACT (Rapid Evidence Appraisal for COVID-19 Therapies) de l'OMS a révélé que l'hydrocortisone était efficace pour réduire le taux de mortalité des patients COVID-19 gravement malades, par rapport aux autres soins habituels ou à un placebo.
L'utilisation de corticostéroïdes peut provoquer un syndrome d'« hyperinfection » grave et mortel chez les personnes atteintes de strongyloïdisme, qui peut être une condition sous-jacente dans les populations exposées au parasite Strongyloides stercoralis. Ce risque peut être atténué par l'utilisation présomptive de l'ivermectine avant le traitement par stéroïdes.

### Budésonide
L'administration de ce stéroïde inhalé au début de l'infection par le COVID-19 a permis de réduire la probabilité de devoir recourir à des soins médicaux urgents et de réduire le temps de guérison. D'autres études sont en cours. En avril 2021, le budésonide a été approuvé par les autorités du Royaume-Uni pour une utilisation hors AMM pour traiter le COVID-19 au cas par cas.

### Autres
Le ciclésonide, un corticostéroïde inhalé pour l'asthme, a été identifié comme un candidat antiviral dans un test de criblage de médicaments in vitro effectué en Corée du Sud. Il a été utilisé pour le traitement des patients pré-symptomatiques du COVID-19 et fait l'objet d'essais cliniques.

## Vitamines

### Vitamine C
Une supplémentation en micronutriments, y compris en vitamine C, a été suggérée dans le cadre du traitement de soutien du COVID-19, car les niveaux de vitamine C dans le sérum et les leucocytes sont épuisés dans la phase aiguë de l'infection en raison de l'augmentation des demandes métaboliques. L'utilisation de fortes doses de vitamine C par voie intraveineuse a été étudiée. Selon le site ClinicalTrials.gov, il existe au moins 34 essais cliniques en cours incluant de la vitamine C, qui ont terminé ou sont en train de recruter des personnes, hospitalisées et gravement malades, atteintes du COVID-19.

### Vitamine D
Pendant la pandémie de COVID-19, on s'est intéressé au statut de la vitamine D et aux suppléments, étant donné le chevauchement significatif des facteurs de risque de COVID-19 sévère et de carence en vitamine D. Il s'agit notamment de l'obésité, de l'âge avancé et de l'origine ethnique noire[Information douteuse] ou asiatique, et il est remarquable que la carence en vitamine D soit particulièrement fréquente dans ces groupes.
Les National Institutes of Health (NIH) COVID-19 Treatment Guidelines ont déclaré en juillet 2020 que « les données sont insuffisantes pour recommander ou non l'utilisation de la vitamine D pour la prévention ou le traitement du COVID-19. »
La recommandation générale d'envisager la prise de suppléments de vitamine D, en particulier compte tenu des niveaux de carence en vitamine D dans les populations occidentales, a été répétée. En février 2021, l'Institut national anglais pour la santé et l'excellence des soins (NICE) a continué à recommander de petites doses de vitamine D supplémentaire pour les personnes peu exposées au soleil, mais a recommandé que les praticiens ne proposent pas de supplément de vitamine D uniquement pour prévenir ou traiter le COVID-19, sauf dans le cadre d'un essai clinique.
De multiples études ont rapporté des liens entre une carence préexistante en vitamine D et la gravité de la maladie. Plusieurs revues systématiques et méta-analyses de ces études montrent que la carence en vitamine D peut être associée à une probabilité plus élevée d'être infecté par le COVID-19, et ont clairement démontré qu'il existe des associations significatives entre la carence et une plus grande sévérité de la maladie, y compris des augmentations relatives des taux d'hospitalisation et de mortalité d'environ 80 %. La qualité de certaines des études incluses et la question de savoir si cela démontre une relation de cause à effet ont été remises en question.
De nombreux essais cliniques sont en cours ou ont été achevés pour évaluer l'utilisation de la vitamine D orale et de ses métabolites tels que le calcifédiol pour la prévention ou le traitement de l'infection à COVID-19, en particulier chez les personnes présentant une carence en vitamine D.
Les effets de la supplémentation orale en vitamine D sur la nécessité d'une admission en unité de soins intensifs (USI) et sur la mortalité chez les patients hospitalisés pour une infection à COVID-19 ont fait l'objet d'une méta-analyse. Un taux d'admission en soins intensifs beaucoup plus faible a été constaté chez les patients ayant reçu une supplémentation en vitamine D, qui ne représentait que 36 % de celui observé chez les patients sans supplémentation (p < 0,0001). Aucun effet significatif sur la mortalité n'a été trouvé dans cette méta-analyse. La certitude de ces analyses est limitée par l'hétérogénéité des études qui incluent à la fois la vitamine D3 (cholécalciférol) et le calcifédiol, mais ces résultats indiquent un rôle potentiel dans l'amélioration de la gravité de la maladie COVID-19, des données plus solides étant nécessaires pour étayer tout effet sur la mortalité.
Le calcifédiol, qui est la 25-hydroxyvitamine D, est plus rapidement activé, et a été utilisé dans plusieurs essais. L'examen des résultats publiés suggère que la supplémentation en calcifédiol pourrait avoir un effet protecteur sur le risque d'admissions en soins intensifs chez les patients COVID-19.

## Autres
Une forme d'enzyme de conversion de l'angiotensine 2, un essai de phase II est en cours avec 200 patients qui seront recrutés parmi les cas graves et hospitalisés au Danemark, en Allemagne et en Autriche pour déterminer l'efficacité du traitement.
Certains antibiotiques ont été identifiés comme potentiellement réutilisables en tant que traitements COVID-19, notamment la teicoplanine, l'oritavancine, la dalbavancine, la monensine et l'azithromycine. L'État de New York a commencé les essais de l'antibiotique azithromycine le 24 mars 2020.
Le 31 juillet 2020, la Food and Drug Administration (FDA) américaine a autorisé Revive Therapeutics à procéder à un protocole d'essai clinique de confirmation de phase III randomisé, en double aveugle et contrôlé par placebo, afin d'évaluer la sécurité et l'efficacité de l'agent antirhumatismal bucillamine chez les patients atteints de COVID-19 léger-modéré.
Le baricitinib, un inhibiteur oral de JAK, est également à l'étude pour le traitement du COVID-19. En novembre 2020, la FDA a accordé une autorisation d'utilisation d'urgence pour que le baricitinib soit administré à certaines personnes hospitalisées avec un COVID-19 suspecté ou confirmé (spécifiquement, les adultes et les enfants âgés de deux ans ou plus nécessitant une oxygénation supplémentaire, une ventilation mécanique ou une ECMO), mais uniquement en association avec le remdesivir. Dans un seul essai clinique, il a été démontré que cette association thérapeutique avait un effet faible mais statistiquement significatif sur les résultats des patients par rapport à l'administration du remdesivir seul. En avril 2021, l'Agence européenne des médicaments (EMA) a commencé à évaluer l'utilisation étendue du baricitinib pour inclure le traitement du COVID-19 chez les patients hospitalisés âgés de dix ans et plus qui ont besoin d'oxygène supplémentaire. En juillet 2021, la FDA a révisé l'EUA pour le baricitinib, l'autorisant désormais seul pour le traitement du COVID-19 chez les personnes hospitalisées âgées de deux ans ou plus nécessitant une oxygénation supplémentaire, une ventilation mécanique non invasive ou invasive, ou une oxygénation par membrane extracorporelle (ECMO). En vertu de l'AMU révisée, il n'est plus nécessaire d'administrer le baricitinib avec le remdesivir.
En 2021, l'importance de la reconversion des médicaments pour COVID-19 a conduit à la mise en place de thérapeutiques à large spectre. Les médicaments à large spectre sont efficaces contre plusieurs types d'agents pathogènes. Ces médicaments ont été proposés comme traitements d'urgence potentiels pour les futures pandémies.
Les antagonistes des récepteurs H2 de l'histamine sont à l'étude. La cimétidine a été proposée comme traitement du COVID-19. La famotidine a été suggérée comme traitement du COVID-19, et une étude clinique est en cours.
Des chercheurs de l'Institut de Cardiologie de Montréal au Canada étudient le rôle de la colchicine dans la réduction de l'inflammation et des complications pulmonaires chez les patients souffrant de symptômes légers de COVID-19. L'étude, baptisée Colcorona, recrute 6 000 adultes de 40 ans et plus chez qui on a diagnostiqué un COVID-19 et qui présentent des symptômes légers ne nécessitant pas d'hospitalisation. Les femmes enceintes, allaitantes ou ne disposant pas d'une méthode contraceptive efficace n'étaient pas éligibles. Les résultats de l'essai sont favorables, mais non concluants.
Le fénofibrate et le bézafibrate ont été suggérés pour le traitement des symptômes potentiellement mortels du COVID-19. Dans une étude israélienne, le fénofibrate a également réduit les marqueurs d'inflammation progressive sévère chez les patients hospitalisés atteints de COVID-19 dans les 48 heures suivant le traitement. Il a montré des résultats extrêmement prometteurs en interférant avec le mode de reproduction des coronavirus.
Un essai appelé « Liberate » a été lancé au Royaume-Uni pour déterminer l'efficacité de l'ibuprofène dans la réduction de la gravité et de la progression des lésions pulmonaires qui entraînent des difficultés respiratoires chez les patients atteints du COVID-19. Les sujets doivent recevoir trois doses d'une formulation spéciale du médicament — l'ibuprofène lipidique — en plus des soins habituels.
Une étude de cohorte clinique menée au Brésil a révélé que les patients COVID-19 qui avaient reçu un vaccin récent contre la grippe avaient besoin de moins de soins intensifs, d'une assistance respiratoire moins invasive et étaient moins susceptibles de mourir.
nanoFenretinide est un fénétinide de la taille d'une nanoparticule et un médicament oncologique « repositionné » dont l'entrée en clinique a été approuvée pour une indication de lymphome. Il a été identifié comme un candidat antiviral dans un test de dépistage in vitro effectué en Corée du Sud. Le profil de sécurité clinique de la fénétinide en fait également un candidat idéal dans les régimes d'association.
Le sildénafil, plus connu sous le nom de marque Viagra, est proposé comme traitement du COVID-19, et un essai clinique de phase III est en cours.